# دلتا النهر الأحمر

موقع منطقة دلتا النهر الأحمر في فيتنام

إقليم دلتا النهر الأحمر (بالفيتنامية: Đồng Bằng Sông Hồng) هو إقليم زراعي سهلي منخفض السطح يقع في شمال فيتنام، ويتشكل من اندماج النهر الأحمر وأفرعه مع نهر تاي بنه. تعدّ المساحة الإجمالية للدلتا صغيرة بالمقارنة مع غيرها من مناطق فيتنام، ولكنها من أكثر المناطق اكتظاظاً بالسكان وأعلاها من حيث الكثافة السكانية. تبلغ مساحة المنطقة تقريباً حوالي 15,000 كيلومتر مربع وهي محمية بشبكة من السدود الترابية التي تغطيها. يتميز الدلتا بِغِناه زراعياً وكثافته السكانية العالية. معظم الأراضي مزروعة بالأرز. يمتد من المرتفعات الشمالية إلى خليج تونكين.
يبلغ مجموع سكان الدلتا ما يقرب من 23 مليون نسمة وتتشكل من ناحية التقسيم الإداري من ثمانية محافظات وبلديتان اثنان (العاصمة هانوي وميناء ها فونغ).

## المحافظات
| المحافظة/البلدية | مركز المحافظة   | تعداد السكان (2019) | المساحة (كم²) | الكثافة السكانية |
| ---------------- | --------------- | ------------------- | ------------- | ---------------- |
| باك ننه          | باك ننه         | 1,445,626 نسمة      | 823.1 كم²     | 1,289 نسمة/كم²   |
| ها نام           | فو لي           | 883,927 نسمة        | 859.7 كم²     | 914 نسمة/كم²     |
| هاي ديونغ        | هاي ديونغ       | 2,568,035 نسمة      | 1,652.8 كم²   | 1,038 نسمة/كم²   |
| هونغ اين         | هونغ اين        | 1,313 ,442 نسمة     | 923.5 كم²     | 1,242 نسمة/كم²   |
| نام دنه          | نام دينه        | 2,150 ,215 نسمة     | 1,650.8 كم²   | 1,110 نسمة/كم²   |
| ننه بنه          | ننه بنه         | 1,119,845 نسمة      | 1,392.4 كم²   | 652 نسمة/كم²     |
| تهاي بنه         | تهاي بنه        | 1,942,325 نسمة      | 1,546.5 كم²   | 1,138 نسمة/كم²   |
| فين فوك          | فين ين          | 1,230,514 نسمة      | 1,373.2 كم²   | 821 نسمة/كم²     |
| هانوي (بلدية)    | هانوي (بلدية)   | 7,781,631 نسمة      | 3328.9 كم²    | 2,013 نسمة/كم²   |
| ها فونغ (بلدية)  | ها فونغ (بلدية) | 2,351,820 نسمة      | 1,520.7 كم²   | 1,233 نسمة/كم²   |
| المجموع          | المجموع         | 22,785,750 نسمة     | 14,965.7 كم²  | 1,258 نسمة/كم²   |